# Parectopa tyriancha
Parectopa tyriancha är en fjärilsart som beskrevs av Edward Meyrick 1920. Parectopa tyriancha ingår i släktet Parectopa och familjen styltmalar. Inga underarter finns listade i Catalogue of Life.